# Newport Casino

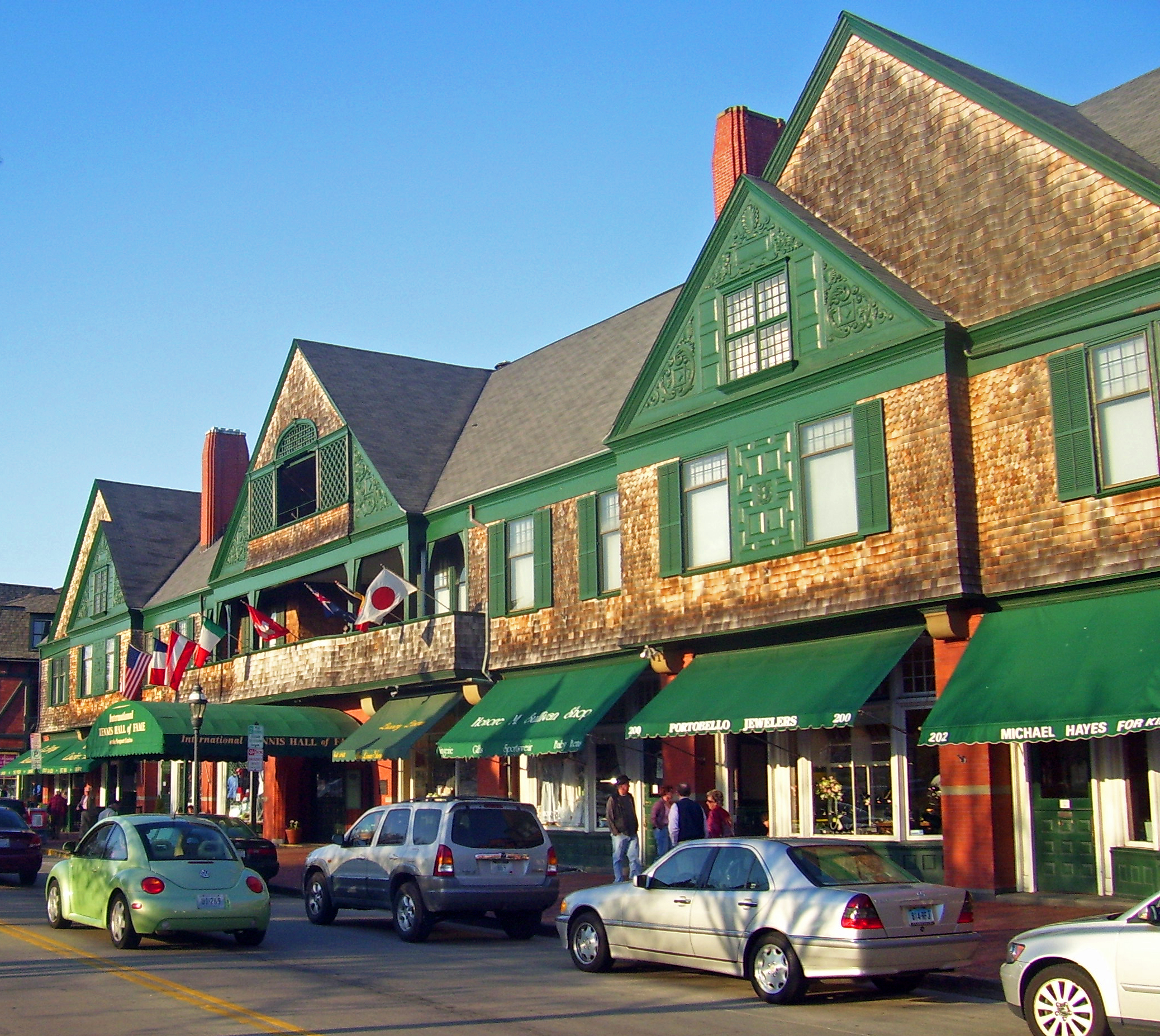
Fassade des Newport Casino

Das Newport Casino ist ein Gebäude im Seebad Newport in Rhode Island an der nordamerikanischen Ostküste. Es wurde 1880 errichtet und war von 1881 bis 1914 Austragungsort der amerikanischen Tennismeisterschaften (heute US Open). Seit 1954 beherbergt es das Tennismuseum International Tennis Hall of Fame. 1987 wurde es als besonders schützenswertes Gebäude in die Liste der National Historic Landmarks aufgenommen.
Entgegen dem Namen handelte es sich nie um eine Spielbank. Vielmehr bezeichnet Casino hier ein exklusives Clubhaus für Angehörige der Oberschicht.

## Geschichte
Der Bau des Gebäudes geht auf den New Yorker Zeitungsverleger James Gordon Bennett zurück, der im Sommer regelmäßiger Gast in Newport war. Anlass war eine Wette zwischen ihm und dem britischen Kavallerieoffizier Captain Henry August Candy im Sommer 1879, nach der Candy mit seinem Pferd auf die Veranda von Newports bis dato wichtigsten Gentlemen’s Club, dem Newport Reading Room, reiten sollte. Candy gewann die Wette und ritt dabei sogar in den Club hinein. Als Candy daraufhin mit Hausverbot im Reading Room belegt wurde, beschloss sein Freund Bennett die Gründung eines eigenen Clubs.
Im Oktober 1879 erwarb er ein Grundstück an der Bellevue Avenue und beauftragte das Architektenbüro McKim, Mead, and White mit dem Bau. Die Arbeiten begannen am 8. Januar 1880. Im Juli war das dreistöckige Gebäude fertiggestellt. Im Innern wurden mehrere Aufenthaltsräume, ein Billard- und ein Lesesaal, eine Real-Tennis-Halle, ein Theater mit Ballsaal sowie zahlreiche Übernachtungsräume für Gäste eingerichtet. Im Park hinter dem Casino legte man drei Rasentennis-Plätze an.
Das Casino etablierte sich rasch als Treffpunkt der Feriengäste in Newport, darunter die damals wohlhabendsten Familien der USA wie die Vanderbilts und die Astors. Zu seiner Popularität trugen maßgeblich die amerikanischen Tennismeisterschaften bei, die ab 1881 von Ende August bis Anfang September auf den Tennisplätzen im Park ausgetragen wurden. Nachdem das Areal für die Meisterschaften zu klein geworden war und man diese  1915 nach New York verlegte, wurde am Casino jährlich ein Einladungsturnier, das Newport Casino Invitational, ausgetragen. 1921 war die Tennisanlage Austragungsort einer Begegnung des Davis Cups. Bis in die 1920er Jahre hinein war das Casino beliebter Treffpunkt der amerikanischen High Society. Danach nahm die Bedeutung von Newport, das während des Gilded Age als Queen of Resorts („Königin der Seebäder“) galt, und seines Casinos ab.

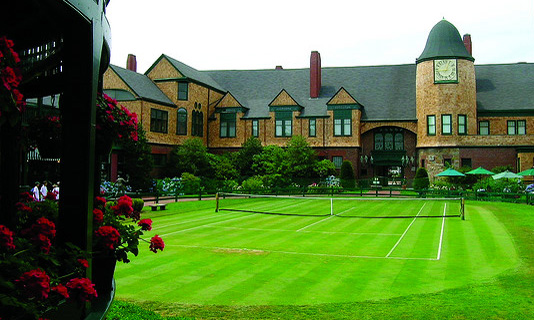
Tennisplatz im Park des Casinos

Gegen Ende der 1930er Jahre wurde die Bausubstanz des Casinos aufgrund ausbleibender Renovierungsarbeiten stark in Mitleidenschaft gezogen. Noch größere Schäden wurden durch ein Feuer am 18. April 1953 im Nordflügel des mittlerweile kaum noch genutzten Gebäudes verursacht. Eine Immobilienfirma bot daraufhin den Kauf des Casinos an und beabsichtigte dessen Abriss. Der Vorstand des Clubs unter der Führung von James Van Alen entschied sich jedoch dagegen und beschloss den Wiederaufbau und die Einrichtung eines Tennismuseums. 1954 wurde die International Tennis Hall of Fame eingeweiht, die 1986 vom internationalen Tennisverband anerkannt wurde und heute weltweit bekannt ist. Das Tennisturnier Newport Casino Invitational wurde 1967 eingestellt. 1987 wurde das Gebäude in die Denkmalliste der National Historic Landmarks aufgenommen.
Neben dem Tennismuseum beherbergt das Casino heute zahlreiche Musikfestivals und Konzerte. Seit 1976 finden auf der Tennisanlage jährlich im Juli die Hall of Fame Tennis Championships statt, das einzige Rasenturnier der ATP Tour in Nordamerika. Von 1971 bis 1974 und von 1984 bis 1990 wurde auch ein Damenturnier hier ausgetragen. Das 1980 geschlossene Theater wurde inzwischen für 5,2 Millionen Dollar renoviert und 2010 zum 130-jährigen Bestehen des Casinos wiedereröffnet. Im Real-Tennis-Saal, einer von  wenigen in ganz Nordamerika, werden nationale und internationale Meisterschaften ausgetragen.